# Teijsmanniodendron simplicioides
Teijsmanniodendron simplicioides là một loài thực vật có hoa trong họ Hoa môi. Loài này được Kosterm. miêu tả khoa học đầu tiên năm 1962.